# Port Charlotte (Scozia)
Port Charlotte (Port Sgioba in lingua gaelica scozzese) è una località della Scozia, situata nella council area di Argyll e Bute.

## Storia
Port Charlotte prende il nome da Charlotte Campbell, madre del politico scozzese Walter Frederick Campbell che fondò il villaggio nel 1828. Venne istituito principalmente per fornire strutture abitative ai dipendenti dell'omonima distilleria, attiva dal 1829 al 1929.
Il villaggio si trova sulle rive del Loch Indaal e ospita il Museum of Islay Life.